# Збірна Ісландії з баскетболу
Збірна Ісландії з баскетболу — національна баскетбольна команда, яка представляє Ісландію на міжнародній баскетбольній арені.

## Історія

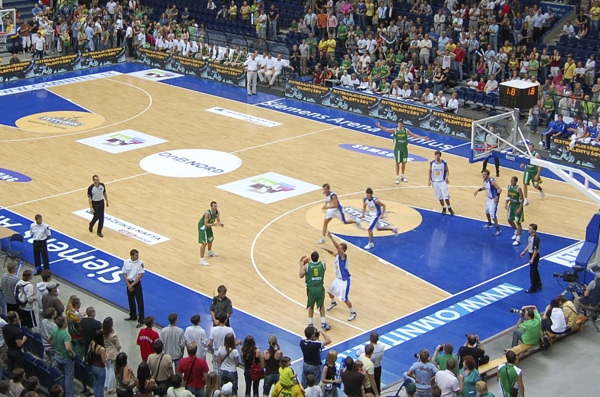
Товариський матч Ісландія — Литва (Вільнюс, 2008).

Ісландці вперше виступили на чемпіонаті Європи 2015 в групі В, де вони зазнали п'ять поразок в п'яти матчах та посіли останнє 24-е місце в загальному заліку чемпіонату.
17 вересня 2016, Ісландія повторила свій успіх, посівши друге місце в групі А кваліфікаційного відбору та за рейтингом других місць вийшла до фінальної частини континентального турніру.

## Статистика виступів

### Євробаскет
| Євробаскет | Євробаскет              | Євробаскет              | Євробаскет              | Євробаскет              |                 | Кваліфікація    | Кваліфікація    | Кваліфікація |
| Рік        | Позиція                 | І                       | В                       | П                       | І               | В               | П               |              |
| ---------- | ----------------------- | ----------------------- | ----------------------- | ----------------------- | --------------- | --------------- | --------------- | ------------ |
| 1969       | Не пройшли кваліфікацію | Не пройшли кваліфікацію | Не пройшли кваліфікацію | Не пройшли кваліфікацію | 3               | 1               | 2               |              |
| 1971       | Не брали участь         | Не брали участь         | Не брали участь         | Не брали участь         | Не брали участь | Не брали участь | Не брали участь |              |
| 1973       | Не брали участь         | Не брали участь         | Не брали участь         | Не брали участь         | Не брали участь | Не брали участь | Не брали участь |              |
| 1975       | Не пройшли кваліфікацію | Не пройшли кваліфікацію | Не пройшли кваліфікацію | Не пройшли кваліфікацію | 5               | 1               | 4               |              |
| 1977       | Не пройшли кваліфікацію | Не пройшли кваліфікацію | Не пройшли кваліфікацію | Не пройшли кваліфікацію | 5               | 3               | 2               |              |
| 1979       | Не брали участь         | Не брали участь         | Не брали участь         | Не брали участь         | Не брали участь | Не брали участь | Не брали участь |              |
| 1981       | Не пройшли кваліфікацію | Не пройшли кваліфікацію | Не пройшли кваліфікацію | Не пройшли кваліфікацію | 4               | 3               | 1               |              |
| 1983       | Не пройшли кваліфікацію | Не пройшли кваліфікацію | Не пройшли кваліфікацію | Не пройшли кваліфікацію | 5               | 2               | 3               |              |
| 1985       | Не пройшли кваліфікацію | Не пройшли кваліфікацію | Не пройшли кваліфікацію | Не пройшли кваліфікацію | 4               | 1               | 3               |              |
| 1987       | Не пройшли кваліфікацію | Не пройшли кваліфікацію | Не пройшли кваліфікацію | Не пройшли кваліфікацію | 9               | 4               | 5               |              |
| 1989       | Не пройшли кваліфікацію | Не пройшли кваліфікацію | Не пройшли кваліфікацію | Не пройшли кваліфікацію | 3               | 0               | 3               |              |
| 1991       | Не пройшли кваліфікацію | Не пройшли кваліфікацію | Не пройшли кваліфікацію | Не пройшли кваліфікацію | 4               | 0               | 4               |              |
| 1993       | Не пройшли кваліфікацію | Не пройшли кваліфікацію | Не пройшли кваліфікацію | Не пройшли кваліфікацію | 4               | 2               | 2               |              |
| 1995       | Не пройшли кваліфікацію | Не пройшли кваліфікацію | Не пройшли кваліфікацію | Не пройшли кваліфікацію | 5               | 3               | 2               |              |
| 1997       | Не пройшли кваліфікацію | Не пройшли кваліфікацію | Не пройшли кваліфікацію | Не пройшли кваліфікацію | 6               | 3               | 3               |              |
| 1999       | Не пройшли кваліфікацію | Не пройшли кваліфікацію | Не пройшли кваліфікацію | Не пройшли кваліфікацію | 15              | 3               | 12              |              |
| 2001       | Не пройшли кваліфікацію | Не пройшли кваліфікацію | Не пройшли кваліфікацію | Не пройшли кваліфікацію | 15              | 4               | 11              |              |
| 2003       | Не пройшли кваліфікацію | Не пройшли кваліфікацію | Не пройшли кваліфікацію | Не пройшли кваліфікацію | 6               | 0               | 6               |              |
| 2005       | Дивізіон B              | Дивізіон B              | Дивізіон B              | Дивізіон B              | 4               | 2               | 2               |              |
| 2007       | Дивізіон B              | Дивізіон B              | Дивізіон B              | Дивізіон B              | 8               | 4               | 4               |              |
| 2009       | Дивізіон B              | Дивізіон B              | Дивізіон B              | Дивізіон B              | 8               | 3               | 5               |              |
| 2011       | Не брали участь         | Не брали участь         | Не брали участь         | Не брали участь         | Не брали участь | Не брали участь | Не брали участь |              |
| 2013       | Не пройшли кваліфікацію | Не пройшли кваліфікацію | Не пройшли кваліфікацію | Не пройшли кваліфікацію | 10              | 1               | 9               |              |
| 2015       | 24-е місце              | 5                       | 0                       | 5                       | 4               | 2               | 2               |              |
| 2017       | 24-е місце              | 5                       | 0                       | 5                       | 6               | 4               | 2               |              |
| 2022       | Не пройшли кваліфікацію | Не пройшли кваліфікацію | Не пройшли кваліфікацію | Не пройшли кваліфікацію | 8               | 3               | 5               |              |
| 2025       | Майбутнє змагання       | Майбутнє змагання       | Майбутнє змагання       | Майбутнє змагання       | 6               | 3               | 3               |              |
| Разом      | Разом                   | 10                      | 0                       | 10                      |                 |                 |                 |              |